# Yaganti

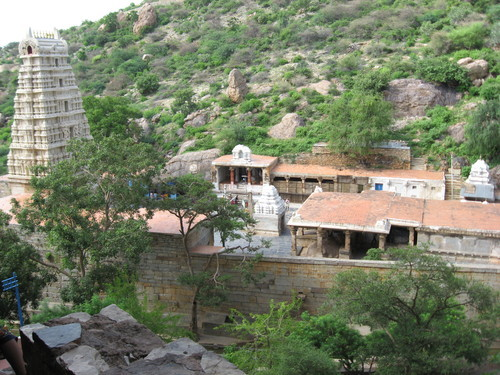
Yaganti-Tempelkomplex

Yaganti (Telugu: యాగంటి) oder englisch Sri Yaganti Uma Maheshwara Temple ist ein bedeutender Shiva-Tempel (mandir) im Distrikt Kurnool im indischen Bundesstaat Andhra Pradesh. Die Bezeichnung Uma-Maheshwara verweist darauf, dass hier auch Shivas Gemahlin Parvati verehrt werden kann.

## Lage
Der Tempel befindet sich nahe einer etwa 300 m hoch gelegenen Quelle in den Bergen des Banaganapalli-Verwaltungsbezirks (mandal) etwa 77 km (Fahrtstrecke) südlich der Stadt Kurnool; die Stadt Banaganapalli befindet sich etwa 11 km östlich. Die für die Region ebenfalls bedeutsame Tempelanlage von Mahanandi ist etwa 65 km in östlicher Richtung entfernt.

## Geschichte
Der Tempel wurde gemäß der Überlieferung von den Vijayanagar-Herrschern Harihara I. und seinem Bruder Bukka Raya I., den Begründern der Sangama-Dynastie, im 14. Jahrhundert gestiftet.

## Legenden
Der bereits in den Veden erwähnte Weise (rishi) Agastya wollte dem Gott Venkateswara, einer hauptsächlich in Südindien verehrten Gottheit, die sowohl Züge von Shiva als auch von Vishnu trägt, an diesem Platz einen Tempel erbauen. Da der angefertigten Statue ein Zehennagel abbrach, legte sich der Weise eine jahrelange Bußübung auf. Als daraufhin Shiva erschien, gefiel ihm die Gegend sehr. Der Weise Agastya bat den Gott, den Gläubigen ein aus einem Stein gefertigtes Bildnis von Uma-Maheswara zu überlassen – eine Bitte, die Shiva erfüllte. In einer anderen Fassung bat der Weise den Gott, sich mit seiner Gemahlin doch für immer in der schönen Landschaft anzusiedeln.

## Tempelkomplex
Tempel

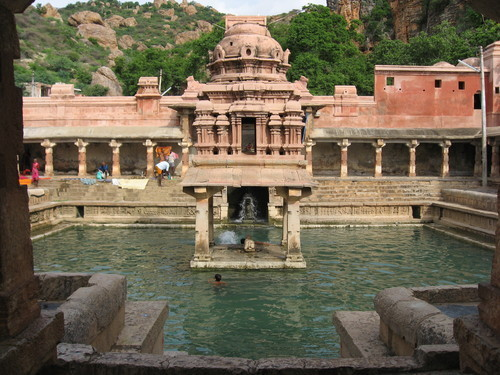
Yaganti-Tempel und Tempelteich (pushkarini)

Die Bauweise des Tempels entspricht dem südindischen Dravida-Stil, der auch im Vijayanagar-Reich gepflegt wurde. Er besteht aus einer Vorhalle (mandapa) und einer Cella (garbhagriha), in der sich ein aus einem einzigen Stein gefertigtes Bildnis von Uma-Maheshwara befindet.
Tempelteich
Von großer regionaler Bedeutung ist der unmittelbar vor dem eigentlichen Tempel befindliche und von Treppenstufen (ghats) eingefasste Tempelteich (pushkarini). Er wird von Quellwasser gespeist und gilt den Gläubigen als heilkräftig. Im See erhebt sich ein tempelartiger Pavillon, der oben mit einer kuppelartigen stupika abschließt.
Gopuram
Der die gesamte Anlage überragende Torturm (gopuram) scheint eine spätere Zutat aus dem 17. oder 18. Jahrhundert zu sein. Er ist im unteren Bereich undekoriert, dafür jedoch im oberen Bereich mehrfach horizontal gegliedert und reich mit Architekturelementen und Figuren besetzt.
Nandi-Statue
Die im Innern der Vorhalle vor der Cella (garbhagriha) aufgestellte liegende Nandi-Figur aus Stein ist zwar groß, aber ausgesprochen einfach gehalten; sie hat angeblich die Eigenschaft zu wachsen.

## Felshöhlen
Oberhalb des von steilabfallenden Felsen umschlossenen Tempelbezirks befinden sich zwei Höhlen (Venkateswara Cave und Veera Brahmam Cave), um die sich ebenfalls Legenden ranken und die von den Pilgern oder Ausflüglern wegen der hier vorherrschenden Kühle gerne aufgesucht werden.